# Ленк, Ханс
Ханс Ленк (нем. Hans Lenk; 23 марта 1935, Берлин — 30 июля 2024, Карлсруэ) — доктор философии, профессор Университета Карлсруэ, Германия, бывший вице-президент Европейской академии наук и философии права, бывший президент и почётный президент Всемирной академии философии Международного института философии в Париже. Область научных интересов: философия и теория науки, философия техники, логика, социология и социальная философия.
На Олимпийских играх 1960 года стал чемпионом в составе Объединённой германской команды по академической гребле (восьмёрки).
Умер 30 июля 2024 года в Карлсруэ в возрасте 89 лет.